# Església de Fàtima (Tàrrega)
Església de Fàtima és una església de Tàrrega (Urgell) protegida com a bé cultural d'interès local.

## Descripció
Església de nau única i amb coberta a dues aigües de teula àrab. A l'interior, aquesta coberta es transforma en cavallets de fusta de grans dimensions. El campanar se situa al costat de l'entrada a la banda esquerra. Aquest és totalment rectangular i acabat amb una coberta plana. Tots els murs de l'església estan oberts a l'exterior amb diversos registres horitzontals, que van del terra a la coberta, reptes amb vitralls de colors, dibuixant sants i personatges religiosos referents a Fàtima. És una construcció moderna, amb una senzillesa ornamental molt accentuada.